# Ingrid Heggø

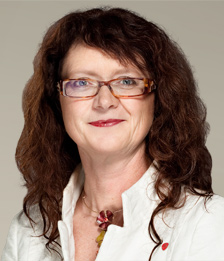
Ingrid Heggø, 2012

Ingrid Heggø (* 12. August 1961 in Høyanger) ist eine norwegische Politikerin der sozialdemokratischen Arbeiderpartiet (Ap). Von 2005 bis 2021 war sie Abgeordnete im Storting.

## Leben
Nach dem Abschluss der weiterführenden Schule im Jahr 1980 studierte Heggø an der Handelshøyskolen BI in den Bereichen des Bankwesen und der Betriebswirtschaft. Ab 1981 war sie zudem in unterschiedlichen Positionen bei verschiedenen Banken tätig. Von 2001 bis 2005 arbeitete sie als Provinzsekretärin der Arbeiderpartiet. Heggø war zudem kommunalpolitisch aktiv und saß von 1991 bis 2003 Mitglied im Kommunalparlament der Kommune Høyanger, deren stellvertretende Bürgermeisterin sie ab 1995 war.
Heggø zog bei der Parlamentswahl 2005 erstmals in das norwegische Nationalparlament Storting ein. Dort vertrat sie den Wahlkreis Sogn og Fjordane und wurde zunächst Mitglied im Justizausschuss. Nach der Wahl 2009 wechselte sie in den Wirtschaftsausschuss, wo sie auch nach der Stortingswahl 2013 blieb. Im Anschluss an die Parlamentswahl 2017 ging sie in den Finanzausschuss über. Von Oktober 2010 bis September 2013 gehörte Heggø zudem dem Fraktionsvorstand an.
Im Mai 2020 erklärte sie, bei der Stortingswahl 2021 nicht erneut um einen Sitz im Parlament kandidieren zu wollen. In der Folge schied sie im Herbst 2021 aus dem Storting aus.